# B&R
 (juin 2022).
Si vous disposez d'ouvrages ou d'articles de référence ou si vous connaissez des sites web de qualité traitant du thème abordé ici, merci de compléter l'article en donnant les références utiles à sa vérifiabilité et en les liant à la section « Notes et références ».

La société B&R est une société autrichienne fondée en 1979 par Erwin Bernecker et Josef Rainer à Eggelsberg près de Salzbourg.

## Historique
La société est aujourd'hui présente dans 68 pays et implantée en France depuis 2001. B&R est cofondateur d'Ethernet Powerlink, un standard d'Ethernet temps réel ouvert et non propriétaire, et membre de l'Ethernet Powerlink Standardization Group fondé en 2003.

## Activité
B&R conçoit, fabrique et commercialise des produits et solutions d'automatisation à destination des constructeurs de machines, des intégrateurs et des exploitants d'installations ou utilisateurs finaux. Ses services comprennent la formation, le développement d'applications, le support technique et le service après-vente.

## B&R en France
B&R est partenaire des universités de Poitiers et Lyon 1.

## B&R en Ukraine
Le principal partenaire de B&R en Ukraine est la société Skif Control.